# دایانا رونچونه
دایانا رونچونه (ایتالیایی: Dajana Roncione؛ ۱۵ آوریل ۱۹۸۴) بازیگر سینما و تلویزیون اهل ایتالیا است.
از فیلم‌هایی که وی در آن‌ها نقش داشته‌است، می‌توان به باریا اشاره نمود.